# Wilhelm Mohr (Komponist)
Wilhelm Mohr (* 18. Februar 1904 in Hamburg; † 30. Juni 1989 in Königstein im Taunus) war deutscher Komponist und Organist.

## Leben
Während der Schulzeit in Hamburg genoss Wilhelm Mohr am Realgymnasium des Johanneums eine musikalische Ausbildung in Theorie, Komposition und Klavierspiel bei Anton Penkert und Julius Spengel, Musikwissenschaft bei Georg Anschütz am Brahms-Konservatorium in Hamburg-Uhlenhorst. Erste Kompositionen (Kammermusik) datieren sich auf 1920. Die Konzerttätigkeit begann ab 1921, ein erster Kompositionsabend fand in der Hamburger Musikhalle im März 1927 statt.
Außerdem studierte Wilhelm Mohr Jura in Tübingen, Kiel und Hamburg mit anschließendem Referendariat in Hamburg, wo er 1927 zum Dr. jur. promovierte. Während der Referendariatszeit unterrichtete er auch in Klavier und Musiktheorie und übernahm Aufgaben als Chorleiter und Dirigent im Verein Wandsbeker Musikfreunde 1929.
1929 bis 1933 war er Musikkritiker am Hamburger Fremdenblatt. Seit 1938 lebte er als Komponist, Musikwissenschaftler, Pianist und Cembalist in Falkenstein im Taunus, wo er auch Organist an der Martin-Lutherkirche war.
1929 heiratete Wilhelm Mohr Eva Kopff. Das Ehepaar hatte zusammen neun Kinder.

## Werke

### Kantaten
- Reformationskantate „Aus tiefer Not schrei ich zu dir“ op. 2 für Soli, gemischten Chor, Orchester und Orgel, Hamburg, 1933

### Werke für Orchester
- Brautwalzer

### Werke für Kammermusikbesetzungen mit Klavier/Cembalo
- Klaviertrio a-moll op. 5, Frankfurt am Main, 1950
- Sextett für Bläser und Klavier op. 13, Hamburg, 1948
- Klavierquintett C-dur op. 13a, Frankfurt am Main, 1953
- Kleine Suite für Violine und Klavier e-moll, Stuttgart, 1940
- Suite für Altblockflöte und Cembalo
- Variationen über „Nun will der Lenz uns grüßen“ für Hornquartett und Klavier, Frankfurt am Main, 1958

### Werke für Soloinstrumente mit Orchesterbegleitung
- Concertino für Englisch Horn und Orchester, Bad Kissingen, 1960

### Werke für Kammermusikbesetzungen ohne Klavier
- Bläserquintett fis-moll op. 6, Hamburg, 1943
- Variationen über das Lied vom Heuschreck für Bläserquintett
- Variationen über das Lied vom Heuschreck für Streichquartett

### Klavier vierhändig
- Sonate fis-moll für 2 Klaviere op. 10, Frankfurt am Main, 1947

### Chorwerke mit Orchester
- Der 24. Psalm op. 3 für Soli, gemischten Chor, Orchester und Orgel
- Geistliche Abendmusik op. 4 für Soli, gemischten Chor und kleines Orchester, Frankfurt am Main, 1937

### Solo-Lieder mit Klavierbegleitung
- Sololieder mit Klavierbegleitung

## Ausgaben
- C. Franck, Klavier-Stücke und Lieder
- Flöten-Sonaten nach Konzerten von J. H. Roman, Tartini, Pergolesi, Telemann, Califano, Graun, Sammartini, Hasse usw.

## Schriften
- August Hahn in Musik, 1929
- Cäsar Franck. Ein deutscher Musiker. Cotta, Stuttgart 1942
- Mussorgskys Bilder einer Ausstellung in Konzertsaal 1946, Heft 5
- Angst vor dem Dreiklang? in NZM 1948, 10ff.
- Über Pfitzners Kammermusik in NZM 1949, 135ff.
- Über Mozarts Adagio in h KV 540 in Festschrift für E. H. Mueller v. Asow, 1952
- Pfitzners Sextett op. 55 in Mitteilungen der Pfitznergesellschaft, 7. Folge
- Pfitzners Fantasie für Orchester op. 56 in Mitteilungen der Pfitznergesellschaft, 7. Folge